# Коврижных, Илья Владиславович
Илья́ Владисла́вович Коври́жных (род. 15 января 1981, Алма-Ата) — российский актёр.

## Биография
Илья Коврижных родился 15 января 1981 года в Алма-Ате. Сын российского актёра, народного артиста СССР Владислава Стржельчика.
После окончания школы в 1998 году поступил в московское Высшее театральное училище имени Щукина (ныне Театральный институт имени Бориса Щукина) (художественный руководитель М. А. Пантелеева), которое окончил в 2002 году. Работал в мюзикле «Тряпичная кукла» (Театральный дом «Старый Арбат», режиссёр А. В. Бачурина).
В 2002—2011 и с 2016 года — актёр Российского государственного академического театра драмы имени Ф. Волкова (Ярославль). За первые 9 лет работы в этом театре сыграл более 20 ролей. В 2008 году награждён дипломом Международного Волковского театрального фестиваля за роль Мотла в спектакле «Поминальная молитва».
В 2011—2016 годах состоял в труппе Московского театра драмы имени Н. В. Гоголя (с 2012 — Гоголь-центр).               2025 г. - лауреат премии «Актёр России»

## Работы в театре
Театральный дом «Старый Арбат»
- «Тряпичная кукла»

Российский театр
- «Волки и овцы» А. Н. Островского — Клавдий Горецкий
- «Загнанная лошадь» Ф. Саган — француз Юбер
- «Дикарь» А. Касоны — Пабло
- «Соперники» Р. Шеридана — капитан Джек Абсолют
- «Бульвар удачи» Е. Скороходовой — программист Башмачкин
- «Два веронца» Уильяма Шекспира — Протей
- «Дурочка» Лопе де Вега — Лисео
- «Птички» Жана Ануя — Артур
- «Кьоджинские перепалки» Карло Гольдони — Тоффоло
- «Поминальная молитва» Григория Горина — Мотл
- «Соло для часов с боем» О. Заградника — Павел
- «Цилиндр» Эдуардо Де Филиппо — Антонио
- «Чайка» А. П. Чехова — Треплев
- «Тётка Чарлея» — Джекки
- «С любимыми не расставайтесь» А. Володин — Митя
- «Три сестры» А. П. Чехова — Тузенбах
- «Обыкновенное чудо» Е. Шварца — Медведь.
- «Долгое путешествие в ночь» Ю. О’Нила — Джеймс Тайрон младший, старший сын
- «Любовью не шутят» А. Мюссе — Пердикан.
- «Письма Первой мировой» — Кондратий Гужов.
- «Забыть Герострата!» Г. Горина — Герострат.
- «Пушкиниана» — Онегин.
- «Отцы и дети» И.Тургенева — Базаров
- Обломов И.Гончарова — Обломов.
- «Дама с собачкой» А. Чехов. — Смирнин.
- «Ледяное сердце» по А. Островскому — Мороз.

Московский драматический театр имени Н. В. Гоголя
- «Тётка Чарлея» — Джекки

Гоголь-центр
- «Ёлка у Ивановых» — лесоруб, становой пристав, врач
- «Идиоты» — Сергей
- «Мёртвые души»

Центр имени Мейерхольда
- «Ситком»

## Фильмография
- 2004 — Штрафбат — Савелий Цукерман, штрафник
- 2009 — Счастье разведчика — Франц Драгомерецкий
- 2010 — Котовский — актёр в роли Ромео
- 2010 — Отряд Кочубея — водитель Рихтера
- 2010 — Откричат журавли — Олег
- 2011 — Раскол
- 2011 — Чёрные волки — Валерий Глускин, инженер-строитель
- 2012 — Тёмное царство — гость
- 2012 — Земский доктор. Продолжение — Жорик, жених Аллы
- 2012 — Легавый — Юра Горин
- 2013 — Сила сердца
- 2013 — Цена жизни — Данилян, друг Тимура
- 2014 — Под прицелом — хирург (9-я серия)
- 2015 — Ника — Виталий
- 2016 — Напарницы — Лазарь Титов
- 2016 — Пятая стража
- 2016 — Третья жизнь Дарьи Кирилловны
- 2017 — Аритмия
- 2017 — Исчезнувшая — Веретенников
- 2017 — Линия огня
- 2017 — Машкин дом
- 2017 — Пурга
- 2017 — Свидетельство о рождении — Кирилл
- 2017 — Турецкое седло — Веня
- 2018 — Домашний арест
- 2019 — Живая мина — Дмитрий Кузнецов
- 2019 — Остров обречённых — Антон Горев, бизнесмен
- 2019 — Куба. Личное дело — Артём Омский, журналист
- 2021 — Небесная команда — Джамбари
- 2022 — Анатомия убийства-5 — Игорь Шведов
- 2022 — Портной из Бруклина — Ави в молодости